# エカテリーナ・クラコワ
エカテリーナ・アンドレーヴナ・クラコワ（英: Ekaterina Andreevna Kurakova、2002年6月24日 - ）は、ロシア・モスクワ出身でポーランド代表のフィギュアスケート選手（女子シングル）。

## 経歴
2018年前半にポーランドへ移籍。

### 2019-2020シーズン
2019年7月にISUより国際大会への出場が許可されジュニアグランプリシリーズに出場。これが国際大会デビューとなる。リガ杯5位、バルティック杯7位の成績を収める。
また、ISUチャレンジャーシリーズのワルシャワ杯においてはブレイディ・テネルを破り優勝。また、ロシアから他国へ移籍した選手として史上2人目となる200点超を果たした。(1人目はカザフスタン代表のエリザベート・トゥルシンバエワ)

### 2020-2021シーズン
コロナ禍の影響により大会の中止が続く中、グランプリシリーズのスケートカナダにアサイン（割り振り）される。しかし、ビザなどの関係上エントリーを取りやめた。その後大会自体が中止となってしまった。
初めて出場した世界選手権ではミスが相次ぎ52.28点でSP32位となり、FS出場を逃した。

### 2021-2022シーズン
2021-2022シーズンの初戦はロンバルディア杯となりアリサ・リュウに次いで2位となる。また、前年の世界選手権の結果により獲得できなかったオリンピック枠を獲得するためにネーベルホルン杯に出場した。SP6位と枠獲得圏内ぎりぎりに付けて臨んだFSでは自己ベストに迫る会心の演技で2位に入り北京オリンピックのポーランド代表枠を獲得した。
前年に出場できなかったグランプリシリーズではスケートアメリカとロステレコム杯の2戦アサインされスケートアメリカ、ロステレコム杯ともに9位で終えた。
北京オリンピックでは、ショートでミスがあり、24位で辛うじてフリー進出。フリーではオリンピック女子シングルで初となる3ルッツ+オイラー+3フリップの3連続ジャンプを着氷し12位まで上げた。その後、Instagramでは「人生は必ずしも楽ではない。私たちは皆、時には困難な時期を経験しなければならない。しかし、あきらめなければ、報われるだろう。これが私のプログラムで伝えようとしていることだ。人生は美しい。」と投稿した。

### 2022-2023シーズン
2022-2023シーズンの初戦は昨季と同じくロンバルディア杯。日本の坂本花織、渡辺倫果らと争うことに。SPのライブストリーミングでは、クラコワの演技中に画面が固まってしまい、ファンはクラコワ本人の演技を見ることができない事態に。FSの演技は減点される要素の少ないほぼ完璧な演技を見せ129.17点でFS3位に滑り込み、優勝の渡辺倫果、2位の坂本花織とともに表彰台に立った。
前年の欧州選手権の結果とロシア選手の国際大会派遣中止を受け、日本で開催されるジャパンオープンに出場が決まり、初来日。その後カーニバル・オン・アイスに出演し、翌日には八戸で開催されたスターズ・オン・アイスにも出演。
昨季に引き続き2シーズン連続で選出されたグランプリシリーズではスケートアメリカ、MKジョン・ウィルソン杯ともに5位で終えた。

## 主な戦績
マークが付いている大会はISU公認の国際大会。
| 国際大会                 | 国際大会 | 国際大会 | 国際大会 | 国際大会 | 国際大会 | 国際大会 | 国際大会 |
| 大会/年                  | 2019 -20 | 2020 -21 | 2021 -22 | 2022 -23 | 2023 -24 | 2024 -25 | 2025 -26 |
| ------------------------ | -------- | -------- | -------- | -------- | -------- | -------- | -------- |
| 冬季オリンピック         |          |          | 11       |          |          |          |          |
| 世界選手権               | 中止     | 32       | 13       | 16       | 11       | 20       |          |
| 欧州選手権               | 10       |          | 5        | 4        | 25       | 8        |          |
| GPスケートアメリカ       |          |          | 9        | 5        | 7        |          | TBD      |
| GPスケートカナダ         |          |          |          |          |          | 9        |          |
| GP NHK杯                 |          |          |          |          |          | 11       |          |
| GP中国杯                 |          |          |          |          | 7        |          |          |
| GPイギリス               |          |          |          | 5        |          |          |          |
| GPロステレコム杯         |          |          | 9        |          |          |          |          |
| CSワルシャワ杯           | 1        |          | 3        | 1        | 1        | 2        |          |
| CSロンバルディア杯       |          |          | 2        | 3        | 4        |          |          |
| CSネーベルホルン杯       |          |          | 2        |          |          |          |          |
| CSネペラメモリアル       |          |          |          |          | 4        |          |          |
| マリアオルシェフスカ記念 |          |          |          |          |          | 4        |          |
| ソフィア杯               |          |          |          |          |          | 4        |          |
| 上海トロフィー           |          |          |          |          |          | 4        |          |
| 世界Jr.選手権            | 7        |          |          |          |          |          |          |
| JGPリガ杯                | 5        |          |          |          |          |          |          |
| JGPバルティック杯        | 7        |          |          |          |          |          |          |
| 国内大会                 |          |          |          |          |          |          |          |
| ポーランド選手権         | 1        | 1        | 1        | 1        | 1        | 1        |          |
| ポーランドジュニア選手権 | 1        | 1        |          |          |          |          |          |
| 団体戦                   |          |          |          |          |          |          |          |
| ジャパンオープン         |          |          |          | 3        |          |          |          |

### 詳細
| 2024-2025 シーズン     |                                                        |          |           |           |
| 開催日                 | 大会名                                                 | SP       | FS        | 結果      |
| 2025年3月25日 - 30日   | 2025年世界フィギュアスケート選手権（ボストン）         | 21 55.52 | 18 106.97 | 20 162.49 |
| 2025年1月28日 - 2月2日 | 2025年ヨーロッパフィギュアスケート選手権（タリン）     | 9 58.70  | 11 110.31 | 8 169.01  |
| 2024年11月8日 - 10日   | ISUグランプリシリーズ NHK杯（東京）                    | 9 56.46  | 12 100.68 | 11 157.14 |
| 2024年10月25日 - 27日  | ISUグランプリシリーズ スケートカナダ（ハリファックス） | 12 47.31 | 8 114.76  | 9 162.07  |

| 2023-2024 シーズン    |                                                      |          |           |           |
| 開催日                | 大会名                                               | SP       | FS        | 結果      |
| 2024年3月18日 - 24日  | 2024年世界フィギュアスケート選手権（モントリオール） | 14 62.34 | 10 122.42 | 11 184.76 |
| 2024年1月10日 - 14日  | 2024年ヨーロッパフィギュアスケート選手権（カウナス） | 25 49.57 | -         | 25 49.57  |
| 2023年11月10日 - 12日 | ISUグランプリシリーズ中国杯（重慶）                  | 9 57.37  | 7 115.78  | 7 173.15  |
| 2023年10月20日 - 22日 | ISUグランプリシリーズ スケートアメリカ（アレン）     | 7 60.45  | 7 113.30  | 7 173.75  |

| 2022-2023 シーズン    |                                                                |         |           |           |
| 開催日                | 大会名                                                         | SP      | FS        | 結果      |
| 2023年3月20日 - 26日  | 2023年世界フィギュアスケート選手権（さいたま）                 | 9 65.69 | 17 115.74 | 16 181.43 |
| 2022年11月11日 - 13日 | ISUグランプリシリーズ MKジョン・ウィルソン杯（シェフィールド） | 4 63.46 | 4 126.98  | 5 190.44  |
| 2022年10月21日 - 23日 | ISU グランプリシリーズ スケートアメリカ（ノーウッド）          | 6 63.65 | 4 115.03  | 5 178.68  |
| 2022年9月15日 - 18日  | ISU チャレンジャーシリーズ ロンバルディア杯（ベルガモ）        | 4 59.24 | 3 129.17  | 3 188.41  |

| 2021-2022 シーズン    |                                                                   |          |           |           |
| 開催日                | 大会名                                                            | SP       | FS        | 結果      |
| 2022年3月21日 - 27日  | 2022年世界フィギュアスケート選手権（モンペリエ）                  | 16 61.92 | 9 124.51  | 13 186.43 |
| 2022年2月15日 - 17日  | 北京オリンピック（北京）                                          | 23 59.08 | 11 126.76 | 11 185.84 |
| 2022年1月10日 - 16日  | 2022年ヨーロッパフィギュアスケート選手権（タリン）                | 4 67.47  | 3 137.26  | 4 204.73  |
| 2021年11月26日 - 28日 | ISU グランプリシリーズ ロステレコム杯（ソチ）                     | 11 56.43 | 9 119.21  | 9 175.64  |
| 2021年11月17日 - 20日 | ISU チャレンジャーシリーズ ワルシャワ杯（ワルシャワ）             | 6 61.20  | 1 126.60  | 3 187.80  |
| 2021年10月22日 - 24日 | ISU グランプリシリーズ スケートアメリカ（ラスベガス）             | 11 61.36 | 9 127.24  | 9 188.60  |
| 2021年9月22日 - 25日  | ISU チャレンジャーシリーズ ネーベルホルン杯（オーベルストドルフ） | 6 61.04  | 2 132.54  | 2 193.58  |
| 2021年9月10日 - 12日  | ISU チャレンジャーシリーズ ロンバルディア杯（ベルガモ）           | 3 61.51  | 2 126.14  | 2 187.65  |

| 2020-2021 シーズン   |                                                      |          |    |          |
| 開催日               | 大会名                                               | SP       | FS | 結果     |
| 2021年3月22日 - 28日 | 2021年世界フィギュアスケート選手権（ストックホルム） | 32 52.28 | -  | 32 52.28 |

| 2019-2020 シーズン    |                                                       |          |          |           |
| 開催日                | 大会名                                                | SP       | FS       | 結果      |
| 2020年3月20日 - 24日  | 2020年世界フィギュアスケート選手権（モントリオール）  |          | -        | 中止      |
| 2020年3月2日 - 8日    | 2020年世界ジュニアフィギュアスケート選手権（タリン）  | 9 63.20  | 7 121.31 | 7 184.51  |
| 2020年1月20日 - 26日  | 2020年ヨーロッパフィギュアスケート選手権（グラーツ）  | 13 58.49 | 9 111.75 | 10 170.24 |
| 2019年11月14日 - 17日 | ISU チャレンジャーシリーズ ワルシャワ杯（ワルシャワ） | 2 66.08  | 1 135.39 | 1 201.47  |
| 2019年9月18日 - 21日  | ISUジュニアグランプリ バルティック杯（グダニスク）    | 7 60.54  | 7 112.05 | 7 172.59  |
| 2019年9月4日 - 6日    | ISUジュニアグランプリ リガ杯（リガ）                  | 6 58.65  | 5 117.32 | 5 175.97  |

## プログラム使用曲
| シーズン  | SP                                                                                                  | FS |
| --------- | --------------------------------------------------------------------------------------------------- | --- |
| 2023-24   | 感傷的なワルツ 作曲：ピョートル・チャイコフスキー                                                   | Solas 曲：Jamie Duffy My Way 曲：Luca D'Albert White Flowers TakeTheir Bath 曲：Meredi、マリ・サムエルセン                                            |
| 2022-23   | Can’t Help Falling in Love A Little Less Conversation 曲：エルヴィス・プレスリー                    | 映画『カールじいさんの空飛ぶ家』サウンドトラックより ・We Are In The Club Now ・Married Life ・Up With Titles ・Memories 作曲：マイケル・ジアッチーノ |
| 2021-2022 | 感傷的なワルツ 作曲：ピョートル・チャイコフスキーSteppe 作曲： Rene Aubry                           | 映画『ライムライト』より テリーのテーマ 演奏：リサ・バティアシュヴィリ                                                                                |
| 2020-2021 | ジャネット・ジャクソン メドレー 振付：ブノワ・リショーラ・ヴィ・アン・ローズ 歌：エディット・ピアフ | 映画『ライムライト』より テリーのテーマ 演奏：リサ・バティアシュヴィリ                                                                                |
| 2019-2020 | ラ・ヴィ・アン・ローズ 歌：エディット・ピアフ                                                       | バレエ「海賊」より パ・ド・ドゥ 作曲：アドルフ・アダン リッカルド・ドリゴ                                                                             |